# Clatrina

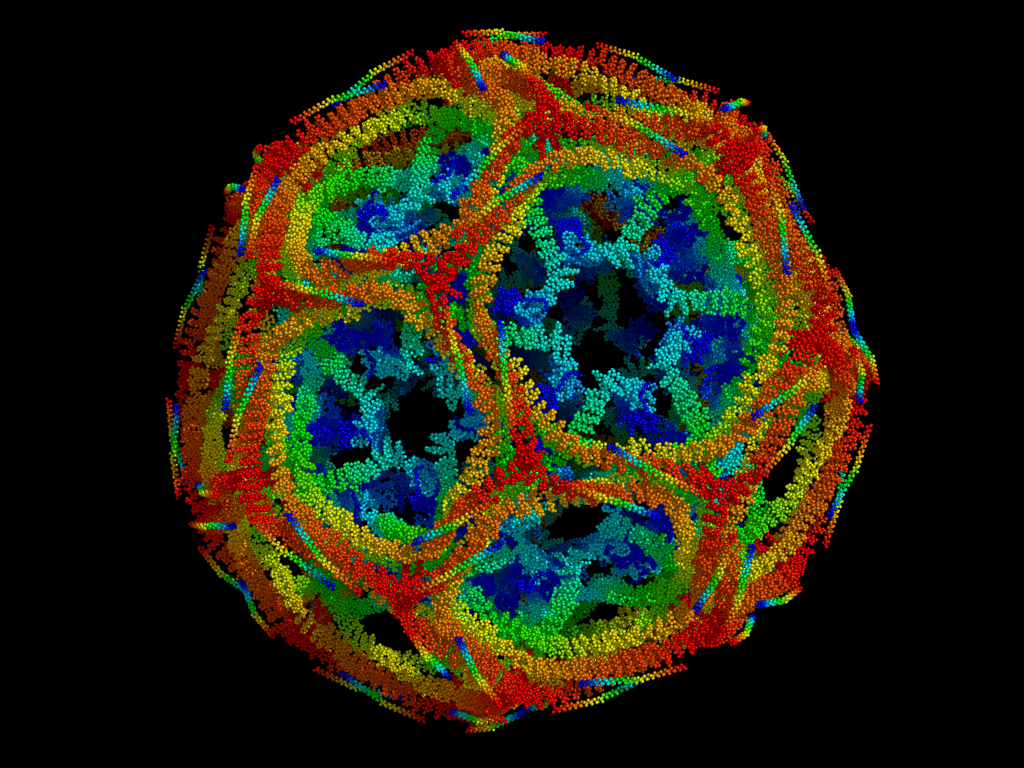

La clatrina è una molecola costituita da tre catene polipeptidiche pesanti e da tre leggere unite insieme a formare una struttura a tre raggi chiamata triscele. Le trisceli unite formano pentagoni o esagoni che nel complesso costituiscono una struttura a icosaedro.
Tutto ciò costituisce un elemento di rivestimento di vescicole nel processo di endocitosi mediata da recettore (detta anche endocitosi clatrina dipendente) e vescicole che originano dall'apparato di Golgi. Le dimensioni delle vescicole rivestite da clatrina sono intorno ai 50-100 nm. Le clatrine sono state isolate per la prima volta da Barbara Pearse nel 1975.

## Endocitosi clatrina dipendente
È un tipo di endocitosi specifica in quanto si ha il trasporto di determinate molecole di varia natura dall'esterno all'interno della cellula attraverso il riconoscimento di appositi recettori di membrana.
La fase iniziale consiste nell'interazione del ligando con gli specifici recettori di membrana. I recettori si trovano raggruppati per tipo in particolari zone della membrana dette “fossette rivestite” che non sono altro che leggere depressioni della superficie. L'aggettivo "rivestite" è dovuto al fatto che ogni estremità citoplasmatica dei recettori è legata a una proteina detta clatrina tramite proteine dette adattine (AP1, AP2, ecc.).
Appena il recettore si è legato alla sostanza di riconoscimento si attiva la polimerizzazione della clatrina. Man mano che si va formando la struttura a icosaedro tipica dell'associazione delle trisceli clatriniche si accentua l'invaginazione della membrana. La chiusura e il distacco della vescicola è dovuta a un'altra proteina detta dinamina che si dispone ad anello attorno al collo dell'invaginazione (processo che necessita di energia sotto forma di GTP).
A questo punto si è formata all'interno della cellula una cosiddetta "vescicola rivestita", ovvero una vescicola endocitica ricoperta sul versante citosolico da clatrina. Successivamente un'ATPasi distacca la guaina dalla vescicola e la clatrina ritorna alla membrana plasmatica pronta per formare una nuova fossetta rivestita. La vescicola endocitica nuda si fonde con altre dello stesso tipo e formano il cosiddetto “endosoma precoce” in quanto presenta ancora al suo interno sia il ligando sia i recettori.
Gli endosomi precoci vanno a congiungersi con il “CURL” (compartimento di disaccoppiamento recettore/ligando). Questo ha sulla membrana una pompa protonica ATP-dipendente che provvede ad abbassare il pH fino a 5 alterando la specificità tra recettore e ligando, fino a farli distaccare. Si avrà una situazione per cui in una metà ci sono solo recettori mentre nell'altra solo ligandi.
Questa vescicola poi si divide in due parti così i recettori possono essere trasportati di nuovo alla membrana, mentre la vescicola contenente le molecole di ligando detta adesso "endosoma tardivo" giunge al lisosoma che riconosce tramite apposite proteine di membrana.